# Европско првенство у атлетици у дворани 1970 — 1.500 метара за мушкарце
Такмичење у дисциплини трка на 1.500 метара у мушкој конкуренцији на првом Европском првенству у атлетици у дворани 1970. одржано је у Градској дворани у Бечу 15. марта.

## Земље учеснице
Учествовало је 14 атлетичара из 13 земаља.
1. Аустрија 1
2. Белгија 1
3. Бугарска 1
4. Ирска 3 (3+0)
5. Норвешка 1
6. Пољска 2
7. Совјетски Савез 1
8. СФРЈ 1
9. Турска 1
10. Уједињено Краљевство 1
11. Француска 1
12. Чехословачка 1
13. Шведска 1

## Рекорди
Извор:
| Светски рекорд                                              | Мишел Жази                               | Француска                                | 3:40,7                                   | Лион, Француска                          | 27. фебруар 1966.                        |                                          |                                          |
| Европски рекорд у дворани                                   | Мишел Жази                               | Француска                                | 3:40,7                                   | Лион, Француска                          | 27. фебруар 1966.                        |                                          |                                          |
| Рекорди европских првенстава у дворани                      | Ово је прво Европско првенство у дворани | Ово је прво Европско првенство у дворани | Ово је прво Европско првенство у дворани | Ово је прво Европско првенство у дворани | Ово је прво Европско првенство у дворани | Ово је прво Европско првенство у дворани | Ово је прво Европско првенство у дворани |
| Рекорди после завршеног Европског првенства у дворани 1970. |                                          |                                          |                                          |                                          |                                          |                                          |                                          |
| Рекорди европских првенстава у дворани                      | Хенрик Шордиковски                       | Пољска                                   | 3:47,9                                   | Беч, Аустрија                            | 15. март 1970.                           |                                          |                                          |

## Освајачи медаља
|                           |                   |                                   |
| Хенрик Шордиковски Пољска | Френк Марфи Ирска | Владимир Пантелеј Совјетски Савез |

## Резултати

### Квалификације
У квалификацијама такмичари су били подељени у две групе по 7 атлетичара. У финале су се квалификовала по четворица првпласираних из обе групе (КВ).
| Позиција | Група | Атлетичар           | Националност         | Време  | Белешка  |
| -------- | ----- | ------------------- | -------------------- | ------ | -------- |
| 1.       | 1     | Хенрик Шордиковски  | Пољска               | 3:47,9 | 'КВ, РЕП |
| 2.       | 1     | Едгар Салве         | Белгија              | 3:48,2 | КВ       |
| 3.       | 1     | Френк Марфи         | Ирска                | 3:48,4 | КВ       |
| 4.       | 1     | Кнут Брустад        | Норвешка             | 3:49,3 | КВ       |
| 5.       | 2     | Владимир Пантелеј   | Совјетски Савез      | 3:52,6 | КВ       |
| 6.       | 2     | Пјер Тусен          | Француска            | 3:52,6 | КВ       |
| 7.       | 2     | Јержи Малуски       | Пољска               | 3:52,7 | КВ       |
| 8.       | 2     | Улф Хегдберг        | Шведска              | 3:52,8 | КВ       |
| 9.       | 1     | Миодраг Вукомановић | СФРЈ                 | 3:49,8 |          |
| 10.      | 1     | Мехмет Тумкан       | Турска               | 3:51,2 |          |
| 11.      | 1     | Хајнрих Хендлхубер  | Аустрија             | 3:51,6 |          |
| 12.      | 2     | Иван Ковач          | Чехословачка         | 3,52,9 |          |
| 13.      | 2     | Димко Дерибејев     | Бугарска             | 3:54,2 |          |
| 14.      | 2     | Валтер Вилкинсон    | Уједињено Краљевство | 3:55,4 |          |

### Финале
| Пласман | Атлетичар          | Земља           | Резултат | Белешка |
| ------- | ------------------ | --------------- | -------- | ------- |
|         | Хенрик Шордиковски | Пољска          | 3:48,8   |         |
|         | Френк Марфи        | Ирска           | 3:49,0   |         |
|         | Владимир Пантелеј  | Совјетски Савез | 3:49,8   |         |
| 4.      | Пјер Тусен         | Француска       | 3:50,2   |         |
| 5.      | Улф Хегдберг       | Шведска         | 3:50,7   |         |
| 6.      | Јержи Малуски      | Пољска          | 3:53,7   |         |
| 7.      | Едгар Салве        | Белгија         | 3:54,5   |         |
| 8.      | Кнут Брустад       | Норвешка        | 4:00,7   |         |